# Donji Muć
Donji Muć falu Muć községben Horvátországban Split-Dalmácia megyében. A község központi települése, itt találhatók a fontosabb közintézmények.

## Fekvése
Split központjától légvonalban 20, közúton 33 km-re északra, a Dalmát Zagora központi részén, a Moseć és a Svilaja hegységek között, az 56-os számú főút mentén fekszik. Településrészei Bidnić, Donja Suvava, Draga, Kmeti, Kula és Plišivica.

## Története
Muć eredetileg egy település volt, de a II. világháború után Muć Gornji és Muć Donji részekre vált szét. Muć régi elnevezése Zmina volt és ma újra kezd visszakerülni a köztudatba ez a régi elnevezés. Muć a dalmát Zagora és a középkori horvát Dalmácia központi települése, a horvát államiság egyik bölcsője volt. Muć régi Zmina (Smina) elnevezése már 1078. április 16-án feltűnik – akkor még várként – Zvonimir király egyik oklevelében. Zmina vára a tizenegy ősi horvát zsupánság egyikének székhelye volt. Muć település azonban ennél legalább kétszáz évvel régebbi, amit a Branimir fejedelem idejében a 9. században emelt gornji mući Szent Péter templom régi oltár elő építményébe vésett, 888-ból származó felirata bizonyít. Ezt a feliratot ma a zágrábi régészeti múzeumban őrzik. Zmina neve 1083-ban is említésre kerül Zvonimir király egy adománylevelében, melyben a spliti érsekségnek a Zmina nevű helyen birtokot adományoz („teritorium in loco, qui Smina nuncupatur, illud quidem, quod Conustina niminatur“). A szövegben Conustina a ma Klisszához tartozó Konjsko falunak felel meg. 1185-ben Klissza, Livno, Cetina, Mosor és Poljica mellett a zminai plébániát is megemlítik. A török érkezésével a térség korábbi fejlődése megakadt. Neorić várának eleste után 1538-ban Zmina százötven évig török uralom alatt maradt. Az új hatalommal új lakosság is érkezett a településre. Bár valószínű, hogy a régi lakosság egy része is itt maradt, a jövevények kerültek többségbe. Ők adták a település új Muć nevét is, mely név a Boszniai szandzsák 1528-as összeírásában bukkan fel először. A Muć név a latin „monticellus” (hegyecske) névből rövidült a nép ajkán előbb „munćel”, majd „muć” alakra. A török kiűzése után a település elveszítette korábbi jelentőségét. 1682-ben Cosmi spliti érsek csak a territóriumok között említi, míg a korábban vele egyenrangú Klissza, Cetina, Poljica és Livno „comitatus”, azaz grófságként szerepel. A 18. század elejétől a korábbi Zmina helyett már a Muć név marad használatban. 1797-ben a Velencei Köztársaság megszűnésével a település a Habsburg Birodalom része lett. 1806-ban Napóleon csapatai foglalták el és 1813-ig francia uralom alatt állt. Napóleon bukása után ismét Habsburg uralom következett, mely az első világháború végéig tartott. A falunak 1857-ben 793, 1910-ben 965 lakosa volt. Az I. világháború után rövid ideig az Olasz Királyság, ezután a Szerb-Horvát-Szlovén Királyság, majd Jugoszlávia része lett. A második világháború idején olasz csapatok szállták meg. A háború után a település a szocialista Jugoszlávia része lett. A II. világháború után az addig egységes Muć helyett a Gornji Muć és Donji Muć került használatba. Lakossága 2011-ben 590 fő volt. A községközpontnak alapiskolája, óvodája, önkéntes tűzoltóegylete, orvosi rendelője, három boltja és négy vendéglátó egysége van. 

## Lakosság
| Lakosság változása | Lakosság változása | Lakosság változása | Lakosság változása | Lakosság változása | Lakosság változása | Lakosság változása | Lakosság változása | Lakosság változása | Lakosság változása | Lakosság változása | Lakosság változása | Lakosság változása | Lakosság változása | Lakosság változása | Lakosság változása |
| ------------------ | ------------------ | ------------------ | ------------------ | ------------------ | ------------------ | ------------------ | ------------------ | ------------------ | ------------------ | ------------------ | ------------------ | ------------------ | ------------------ | ------------------ | ------------------ |
| 1857               | 1869               | 1880               | 1890               | 1900               | 1910               | 1921               | 1931               | 1948               | 1953               | 1961               | 1971               | 1981               | 1991               | 2001               | 2011               |
| 793                | 638                | 768                | 858                | 918                | 965                | 965                | 1.072              | 914                | 919                | 945                | 817                | 737                | 717                | 570                | 590                |

## Nevezetességei
A Kisboldogasszony (Mala Gospa) tiszteletére szentelt római katolikus plébániatemploma 1890-ben épült. Kőből épített egyhajós épület, homlokzata felett kör alakú ablakkal, legfelül gúla toronysisakos harangtoronnyal, melynek minden oldalán kettős, felül félköríves ablaknyílások láthatók. A templom mellett a domboldalban, a főúttól kőkerítéssel elhatárolt temető található.

## Fordítás
- Ez a szócikk részben vagy egészben  a   Muć című horvát Wikipédia-szócikk ezen változatának fordításán alapul.  Az eredeti cikk szerkesztőit annak laptörténete sorolja fel. Ez a jelzés csupán a megfogalmazás eredetét és a szerzői jogokat jelzi, nem szolgál a cikkben szereplő információk forrásmegjelöléseként.
- Ez a szócikk részben vagy egészben  a   Donji Muć című horvát Wikipédia-szócikk ezen változatának fordításán alapul.  Az eredeti cikk szerkesztőit annak laptörténete sorolja fel. Ez a jelzés csupán a megfogalmazás eredetét és a szerzői jogokat jelzi, nem szolgál a cikkben szereplő információk forrásmegjelöléseként.